# Almejas al vapor

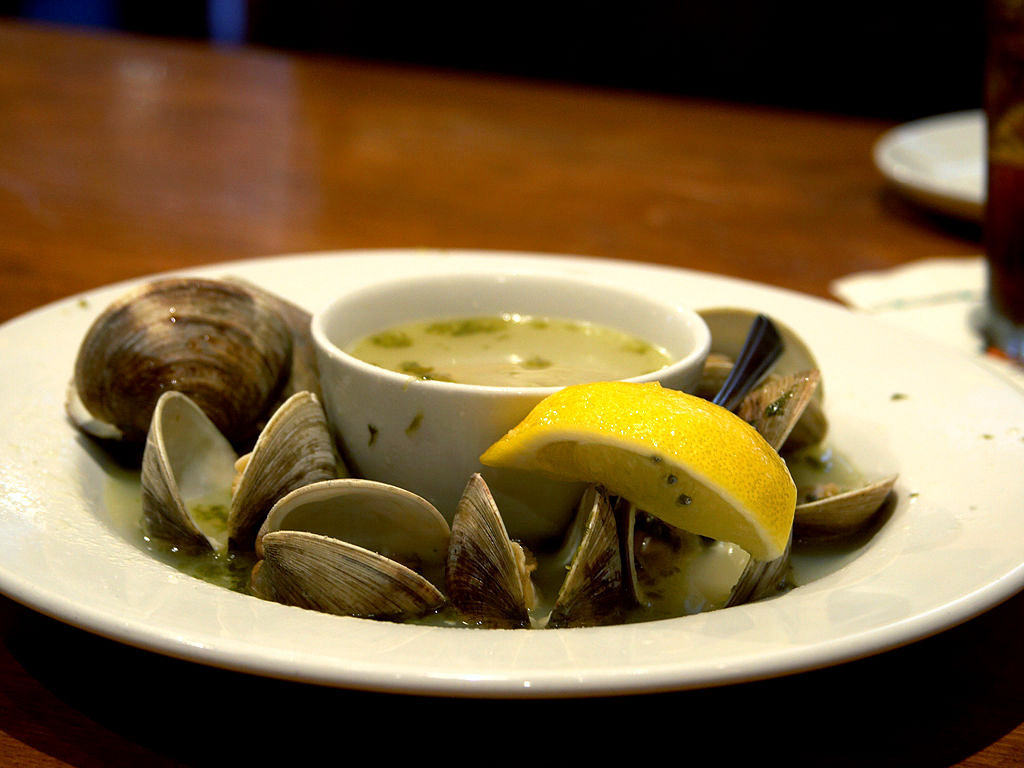
Almejas al vapor.

Las almejas al vapor son un plato de marisco consistente en diversos tipos y recetas de almeja que se cuecen al vapor según las costumbres locales en diversos países.
Las almejas preparadas al vapor suelen cocinarse vivas. Si tienen una concha dura, estarán cerradas cuando se compran y deberán abrirse al ser cocinadas. Las almejas de concha blanda permanecen ligeramente abiertas mientras están vivas. Las de mayor tamaño no suelen hacerse al vapor.

## Preparación

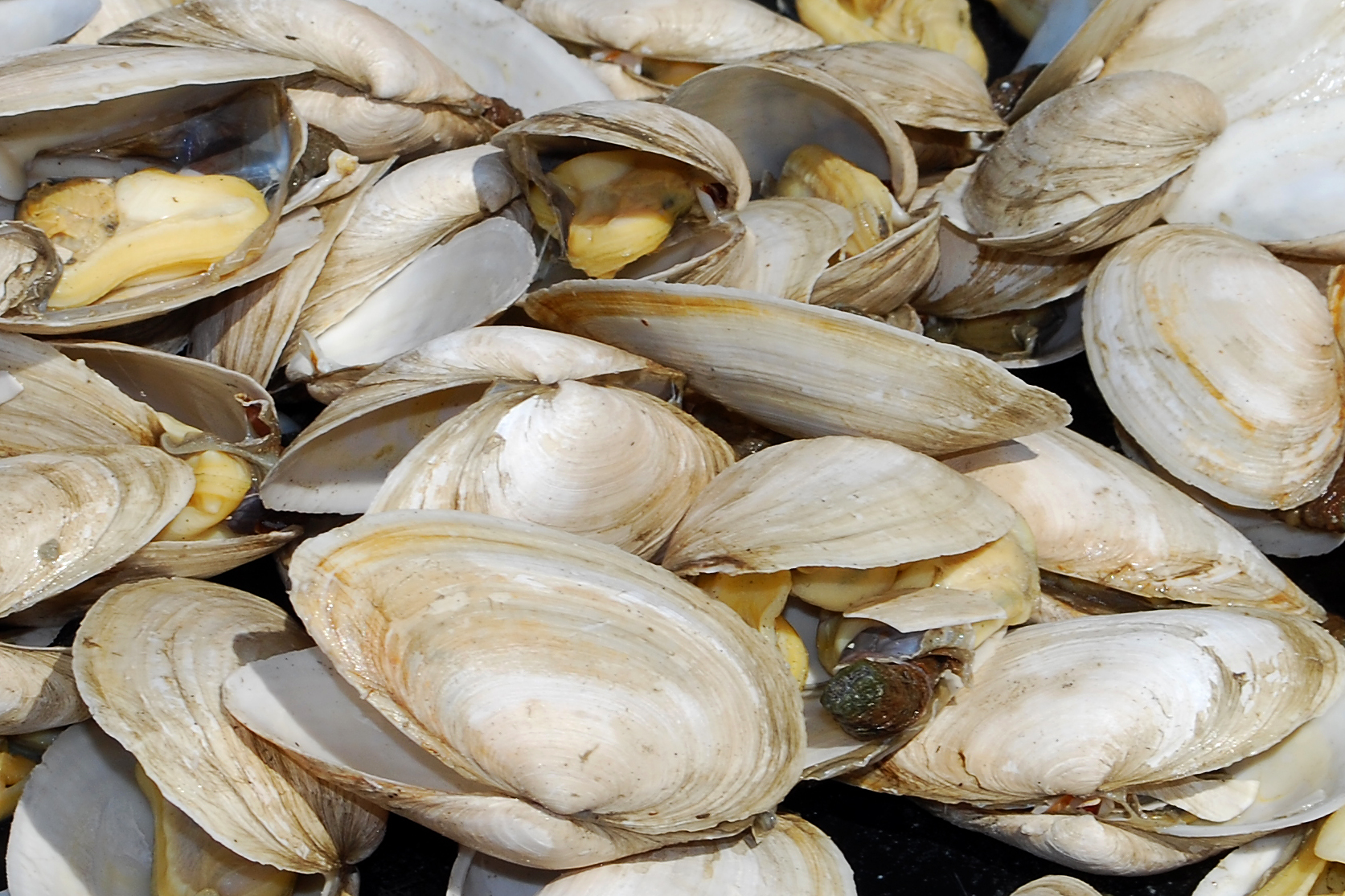
Plato de almejas al vapor (steamers) en Gloucester (Massachusetts).

Para preparar almejas al vapor, se enjuagan cuidadosamente las almejas vivas para retirar la arena y entonces se cuecen en una gran olla de agua con sal. Se sirven con caldo y a veces con mantequilla derretida para mojar. A veces se emplean zumo de limón, cerveza, ajo, chalota, perejil y vino para darles sabor y condimentar el caldo.
Las almejas se preparan según muchas recetas diferentes dependiendo de la región. En China pueden servirse con huevo. En Tailandia se sirven con hierbalimón, jengibre, o hierbas. En Francia suelen cocinarse con vino blanco, cebolla, ajo, chalota y mantequilla. También se comen en Japón (las almejas grandes al vapor se llaman oosari) y muchos otros países costeros.
El New England clam bake es una receta tradicional de Nueva Inglaterra que incluye almejas dispuestas en capas con otros ingredientes como maíz, langosta, mejillones, cangrejos, patatas y cebollas en un cubo de metal. Las capas se separan con algas y se cuecen al vapor sobre un fuego al aire libre, sirviéndose al estilo familiar en picnics.